# デュラムコムギ
デュラムコムギ（英語: durum wheat、学名: Triticum durum）またはマカロニコムギ（英語: macaroni wheat）は今日広く栽培されている商業的に重要であるコムギの中で唯一の4倍体種である。乾燥、高温気候に適するため、地中海沿岸や北アフリカ、中央アジア、アメリカ大陸などで栽培されている。
デュラム（英語発音: [ˈd(j)ʊəɾəm]）は、ラテン語「durum 硬い」の英語読みで、製造工程では、セモリナという黄色い胚乳の粗粒として取り出し、主にパスタ（マカロニ、スパゲッティ）等の原材料としている。デュラムコムギは、タンパク質を多く含むが、粘り気が少ないため、デュラムコムギパンといった場合、パンコムギに適量のデュラムコムギを添加するのが普通である。
イタリアにおいては法律によって、乾燥パスタはデュラムセモリナ粉と水で作ることをパスタ生産者に義務付けている。生パスタはパンコムギの小麦粉を使って作られることが多い。

## 分類

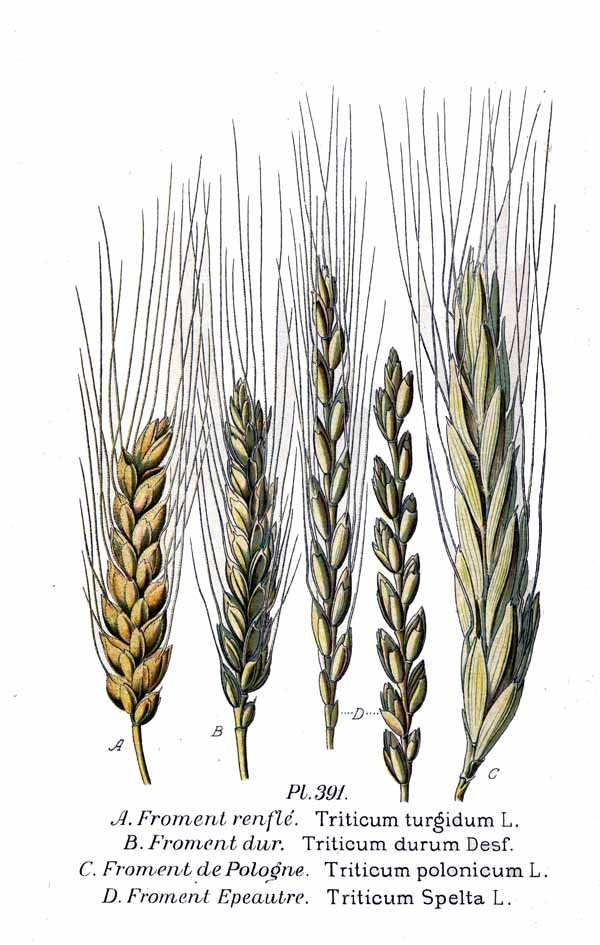
A:リベットコムギ　B:デュラムコムギ　D:スペルトコムギ(普通系)
C:ポーランドコムギ 。 B, Cは2粒系

ゲノムの構成はAABBの4倍体 (2n=28) である。紀元前7000年頃、Aゲノムをもつ野生一粒系（ヒトツブ）コムギと、Bゲノムを持つクサビコムギとの交雑から生じた2粒コムギ（エンマーコムギ、T. dicoccum）を選別、栽培したものがデュラムコムギであると考えられている。
コムギ属のゲノムは、14本、28本、42本など倍数性があるが、これは、コムギの研究を通じてゲノム説を提唱した木原均の師にあたる北海道帝国大学(現・北海道大学)農学部の坂村徹が発見した。木原は、坂村の研究を引き継ぎ、コムギでは7本の染色体が一組になって、最低の遺伝的機能を果たしていると考えた。彼は、この一組の染色体に対し、ハンス・ヴィンクラーが、1920年に用いた「ゲノム」という言葉を当てはめ、ゲノム説を提唱した。デュラムコムギは、AABBの異なったゲノムから成り立つ異質倍数体であるが、減数分裂時、染色体同士は対合せず、一価染色体のままであることから、染色体21本のパンコムギが、14本のデュラムコムギと7本の染色体を持つ他の種との交配によって生じたと1944年に仮定した。その後、アフガニスタン、イランなどで学術探検を行い、ついに野生種タルホコムギを発見し、ゲノム分析の有用性を実証したのだった。

## 用途
- 乾燥パスタ
- 北アフリカとレバントではクスクス
- 中東では粉に挽き、フラットブレッド
- ヨーロッパでは粉に挽き、ピザ

## 栽培面積および生産量
| 地域         | 面積 (1000 ha) | 生産量 (1000 トン) |
| ------------ | -------------- | ------------------ |
| 西ヨーロッパ | 2,490          | 5,730              |
| 北アメリカ   | 2,960          | 5,756              |
| 南アメリカ   | 102            | 196                |
| 中東         | 4,462          | 6,950              |
| 北アフリカ   | 3,290          | 3,214              |
| その他       | 3,756          | 3,540              |
| 合計         | 17,060         | 25,360             |

赤デュラムコムギは、主に家畜の飼料に使われる。
日本でも農業・食品産業技術総合研究機構と日本製粉が初の国産品種「セトデュール」を2016年に開発。瀬戸内海式気候が栽培に適しており、兵庫県で100トン以上が生産されている。

## 製造工程
1. 刈り入れ
2. 脱穀
3. 脱皮（だっぷ）

製粉工程へ搬入
1. 洗浄　異物と収縮あるいは壊れた穀粒を取り除く。
2. 水分調整(加湿)　種皮と内胚乳を分離しやすくするため水分を調整し、種皮を強化する。
3. 粉砕　粉に挽き、篩にかける。
4. 精製　ふすまを取り除く。